# 戴世阁
戴世阁（丹麥語：Anders Carsten Damsgaard，1955年11月20日—），丹麦外交官。2015年8月15日，他被任命为丹麦驻中华人民共和国（兼驻蒙古）。

## 生平
戴世阁曾先后在巴黎和纽约学习。1981年，他在奥胡斯大学获得政治学硕士学位，同年进入丹麦外交系统工作。1986年至1990年，戴世阁担任丹麦驻法国大使馆政治事务一等秘书。1992年至1996年，他在丹麦国内担任外交部欧洲司官员。1996年至1999年，他在布鲁塞尔担任丹麦驻北大西洋公约组织和西欧联盟常驻副代表。1999年至2003年，任丹麦外交部外交与安全政策部门主管。2003年至2008年，戴世阁被派往以色列担任大使。2008年，戴世阁回国担任丹麦外交部政治事务主管。2009年戴世阁出任丹麦外交部阿富汗和巴基斯坦事务特别代表。2010年至2011年，他担任丹麦驻阿富汗大使一职共17个月。2011年至2015年，他是丹麦驻日本大使。2015年8月15日，他被任命为丹麦驻中华人民共和国和蒙古国大使。2015年8月19日，戴世阁向中国国家主席习近平递交了国书。
戴世阁是男同性恋者，他已婚，伴侣是哥本哈根商学院副教授爱思本·卡马克博士。2003年，丹麦政府宣布任命戴世阁出任驻以色列大使后，反同性恋团体在哥本哈根发起了抗议。戴世阁在以色列等地任职时，卡马克常与他一起出席活动。在以色列，他曾公开对《新消息报》谈论他和卡马克的私生活。

## 荣誉
丹麦勋章奖章
- 丹麦国旗指挥官勋章（2011年1月1日[6]）

外国勋章奖章
- 旭日大绶章（日本，2015年6月5日公布[7]）